# Giovanni Sgambati
Giovanni Sgambati (Roma, 28 maggio 1841 – Roma, 14 dicembre 1914) è stato un pianista e compositore italiano.

## Biografia

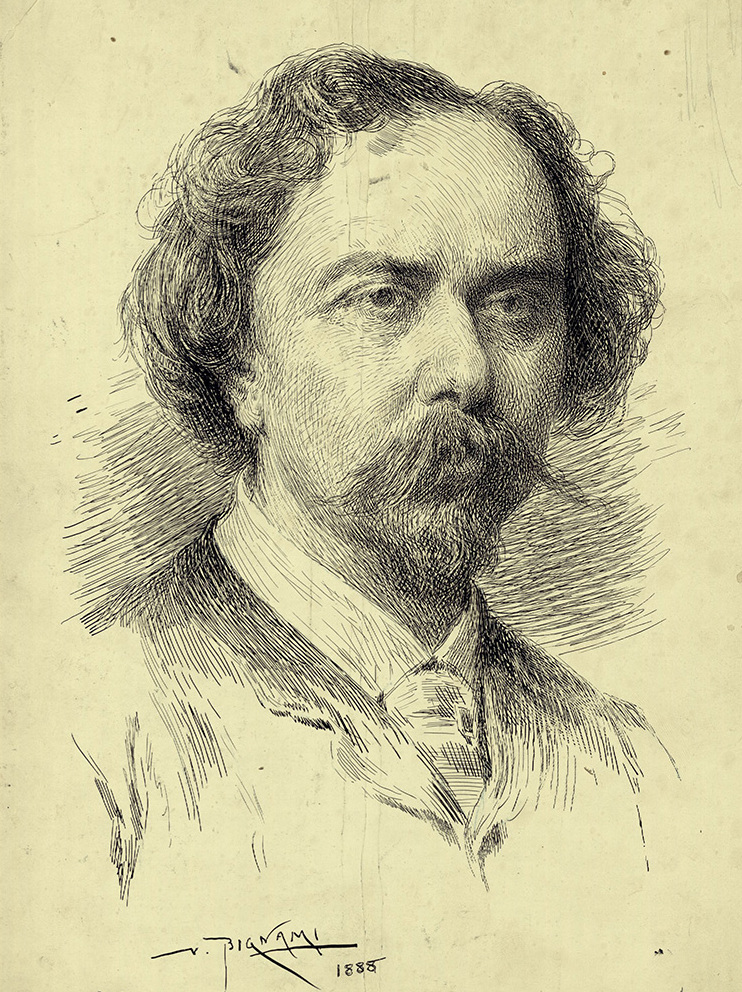
Giovanni Sgambati ritratto da Vespasiano Bignami, 1888

Nato da padre italiano e da madre inglese, fu un fanciullo prodigio, debuttò a sette anni, cominciò a studiare musica a Trevi, sotto la guida del maestro Tiberio Natalucci, perfezionando poi gli studi in pianoforte con Franz Liszt. Concertista largamente apprezzato in Italia e in Germania, fu legato da vincoli di amicizia e di stima con Richard Wagner, grazie al quale poté pubblicare le sue prime composizioni, presso Schott Söhne casa editrice di Magonza.
Insieme con Ettore Pinelli fondò a Roma il Liceo musicale di Santa Cecilia, dove tenne la cattedra dal 1877, e nel 1874 con Pinelli e De Sanctis la Società orchestrale romana impegnata nella diffusione della musica sinfonica. Sgambati svolse infatti una fervida e meritoria attività per un rinnovamento della vita musicale italiana, e tale azione, che ebbe forse l'unico limite di proporre un tardivo impeto romantico ispirato a modelli tedeschi, fu illuminata dall'ansia di far conoscere la musica wagneriana e di avviare un gusto per la musica strumentale, sinfonica e da camera.
Non lusingato da tentazioni melodrammatiche, compose 3 sinfonie (tra le quali la Sinfonia-Epitalamio), 2 quintetti con pianoforte, un quartetto per archi, diversi altri pezzi cameristici e molta musica per pianoforte solo. Nel suo catalogo figurano anche opere sacre, tra le quali la grande Messa da Requiem, numerose melodie da camera per voce e pianoforte. Il suo intenso lavoro di divulgazione contribuì in modo fondamentale ad estendere di molto la conoscenza del patrimonio musicale romantico, quasi ignoto in Italia all'epoca. Quale pianista e direttore del Quintetto di Corte di Sua Maestà la Regina Margherita tenne quasi una novantina di concerti per i Sovrani al Quirinale e a Palazzo Margherita, eseguendo per la prima volta in Italia un vasto repertorio, molto aggiornato per i suoi tempi, comprendente tra l'altro l'integrale dei Trii, Quartetti e Quintetti di Beethoven.
Per il matrimonio di Amedeo I di Spagna, Duca d'Aosta, con la principessa Maria Letizia Bonaparte, compose la Sinfonia-Epitalamio, eseguita a Torino il 12 settembre 1888.
Fu legato da rapporti di amicizia e stima con i più importanti compositori europei del suo tempo: oltre che con Liszt e Wagner, con Johannes Brahms, Pëtr Il'ič Čajkovskij, Edvard Grieg, Jules Massenet, Ferruccio Busoni, Dante Alderighi (del quale fu anche compianto maestro), per citarne alcuni.
A Parigi, nel 1886, Sgambati divenne uno dei cinque membri corrispondenti dell'Istituto di Francia, succedendo a Liszt.
Nel 1891, eseguì sue musiche anche a Windsor, alla presenza della regina Vittoria.
Profondamente attaccato all'Italia e alla sua Roma, declinò il prestigiosissimo incarico offertogli di succedere a Nikolaj Rubinštejn quale Direttore del Conservatorio di Mosca.

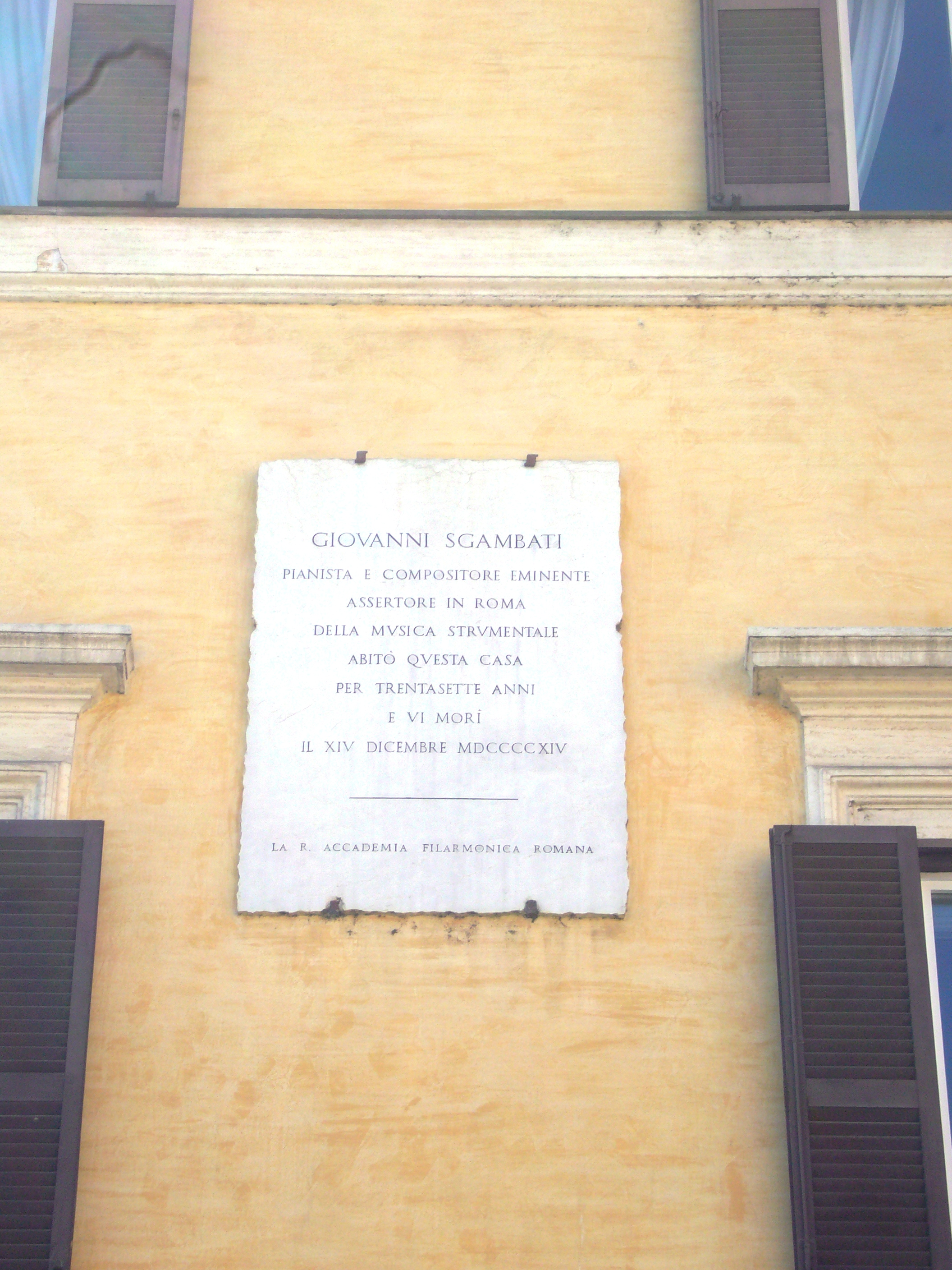
Roma. Memoria di Giovanni Sgambati posta dalla Reale Accademia Filarmonica sulla casa in cui visse, a piazza di Spagna 93.

La sua Casa-Museo in Piazza di Spagna, conservata con amore fino agli anni '80 dagli eredi, fu poi acquistata da uno stilista e sgombrata: il suo archivio, gli arredi, il pianoforte, i cimeli di una vita, acquistati in extremis dallo Stato prima che prendessero la via dell'estero, attendono una degna collocazione nel Museo nazionale degli strumenti musicali di Roma, nei cui magazzini son custoditi. Molte partiture, tra cui inediti e frammenti si trovano presso la Biblioteca Casanatense di Roma.

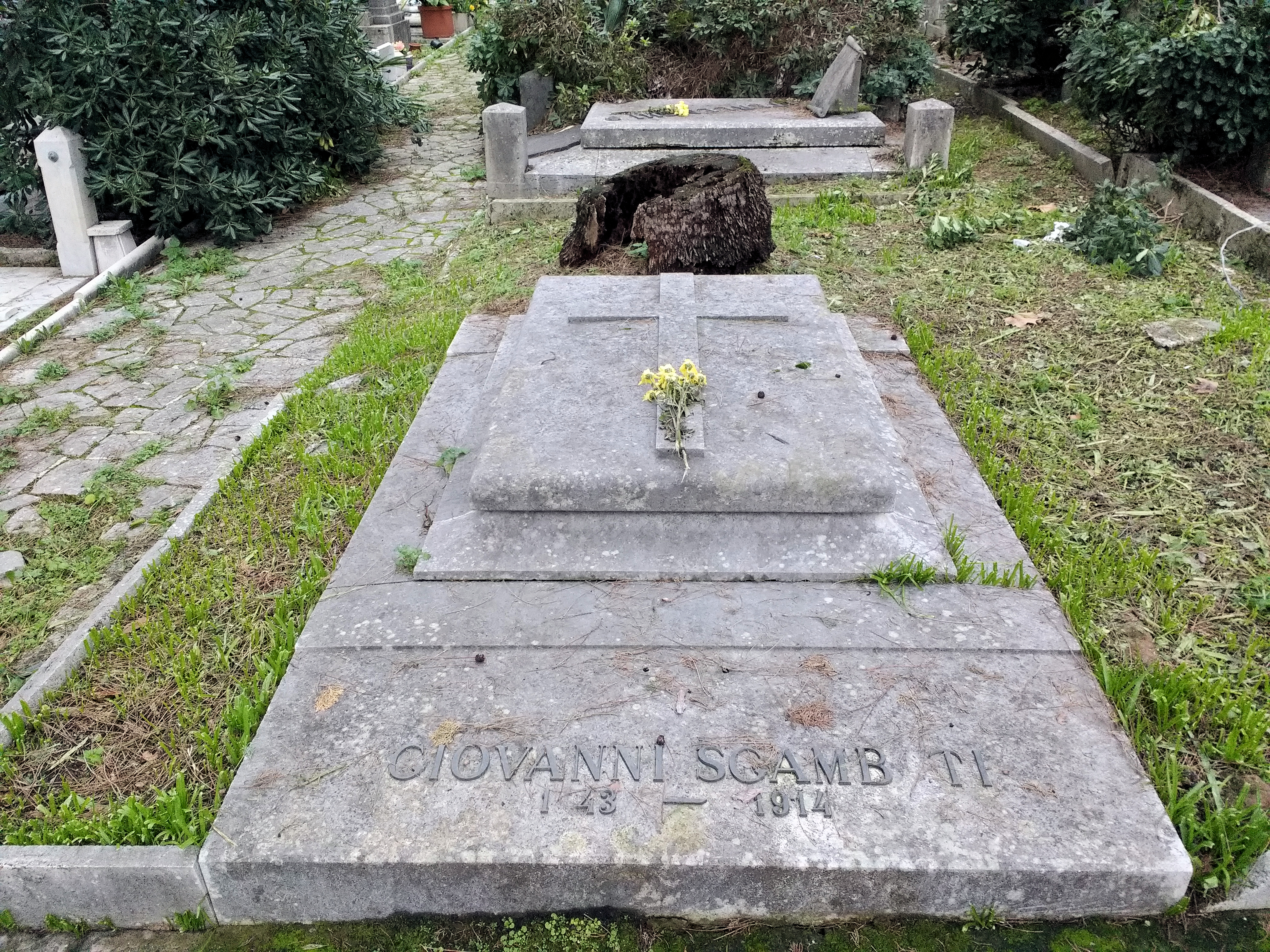
La tomba di Giovanni Sgambati nel Cimitero del Verano a Roma

Giovanni Sgambati è sepolto nel Cimitero del Verano a Roma, bassopiano Pincetto, riquadro 140, tomba Sgambati - Mele.

## Opere
Il presente elenco, diviso per categorie di organico, non è da considerarsi completo, alla luce della investigazione del corposo Archivio Sgambati presente nella Biblioteca Casanatense di Roma. Per una conoscenza più approfondita si rimanda al sito http://www.flaminioonline.it/Biografie/Sgambati-catalogo.html

### Composizioni per orchestra
- Concerto per pianoforte e orchestra in sol minore, op. 10 (op.15 Schott)(1878-1880)
- Sinfonia No. 1 in re maggiore, op. 11 (op.16 Schott) (1880-1881)
- Sinfonia No. 2 in mi bemolle maggiore op.40 (1883-1885)
- Audi filia per coro e orchestra (1870)
- Epitalamio sinfonico (1888)
- Ouverture per Cola Di Rienzo di P.Cossa op.31 (1875)
- Ouverture Festiva op.36 (1879)
- Scherzo-Valzer a piena orchestra
- Marcia-Inno per grande orchestra
- Andante Solenne (Te Deum Laudamus) per organo e archi op.20 (op.28 Schott) (1890)
- Andante Solenne (Te Deum Laudamus) per archi e fiati op.20a (op.28a Schott) (1890)
- Andante Solenne  (Te Deum Laudamus) per orchestra op.21 (op.28c Schott)(1890)
- Andante Solenne  (Te Deum Laudamus) per grande orchestra op.21a (op.28d Schott)(1890)
- Introduction et etude brillante (Reveil des fees) op.41 da Emile-Racine-Gauthier Prudent, arrangiamento per orchestra d'archi (1910)

### Opere vocali con orchestra
- Audi filia per coro e orchestra (1870)
- Mottetto Versa est in luctum cythara mea per baritono, archi e organo op.27 (op.34 Schott) (1900)
- Mottetto Versa est in luctum cythara mea per baritono e organo op.27a (op.34a Schott) (1900)
- Mottetto Versa est in luctum cythara mea per baritono e orchestra op.27c (op.34c Schott) (1900)
- Libera me, Domine per il Requiem in do min. di Cherubini (1895)
- Messa da Requiem per baritono, coro, orchestra e organo (op. 38 Schott) (1897-1898)
- Messa da Requiem per baritono, coro, orchestra e organo con l'aggiunta del motteto op.27 (op. 38a Schott) (1897-1898)
- Messa da Requiem per baritono, coro, orchestra e pianoforte con l'aggiunta del motteto op.27 (op. 38b Schott) (1906)
- La sirène per mezzosoprano e orchestra

### Per coro
- Il tramonto per coro maschile op.49 (1889)
- Su, vola uccellino op.51 (1889)

### Per voce e pianoforte
- 5 Canti op.1 (op.1 Schott) (1864)
- 10 Canti (op.2 Schott) (1872)
- 2 Canti op. 28 (1877 opp. 1874)
- 4 Canti op.14 (Schott op.19) (1876-84)
- Passiflora op.17 (Schott op.22) (1890)
- 4 Melodie liriche op.25 (Schott op.32) (1898)
- 4 Melodie op.28 (Schott op.35) (1897-98)
- Tout bas op.30 (Schott op.37) (1905)
- La mia stella op.52 (1891)
- Gavotta cantata Il faut aimer! Annette op. 55(anche per pianoforte solo) (1892)
- Lirica Rose (Schott op.41)  (1909-10)
- Stornello Toscano Voi siete la più bella ragazzina op. 26 (1873)
- Separazione op.120
- Serenata op.122

### Musica da camera
- Nonetto per archi op.18 (1866)
- Quintetto No. 1 per pianoforte e archi in fa minore, op. 4 (1866)
- Quintetto No. 2 in si bemolle maggiore, op. 5 (prima del 1876)

- Quartetto in do diesis minore, op.12 (Schott op.17) (1882)
- Quartetto in re minore op. 43 (1884)
- Andante cantabile dall'op. 24 per violino e pianoforte
- Due pezzi per violino e pianoforte, (op. 24 Schott) (1890)
- Impromptu per violino e pianoforte
- Gondoliera per violino e pianoforte, op.22 (op. 29 Schott) (1894)
- Ninna nanna per violino e pianoforte (1895)
- Andante Solenne  (Te Deum Laudamus) per violino e pianoforte op.20b (op.28b Schott)(1890)
- Melodia dall'Orfeo ed Euridice atto I scena II, di C.W.Gluck per violino e pianoforte (1890)

### Composizioni per pianoforte

#### Pianoforte solo
- Notturno, op. 3 (1873)
- Preludio e fuga in mi bemolle minore, op. 6 (1876)
- Romanza senza parole (1878)
- 2 Studi da Concerto, op.7 (op. 10 Schott) (1880) 
  1. in re bemolle maggiore
  2. in fa diesis minore
- Fogli Volanti, op. 8 (op. 12 Schott) (1880) 
  1. Romanza in la bemolle maggiore
  2. Canzonetta in do minore
  3. Idillio in mi bemolle maggiore
  4. Marcia (Umoresca) in la bemolle maggiore
  5. Vecchio Castello in fa minore
  6. Adempimento in re bemolle maggiore
  7. Combattimento in la bemolle minore
  8. Campane a festa in re bemolle maggiore
- Gavotta in lab minore op.9 (op. 14 Schott) (1880)
- Gavotta in sol minore, versione facilitata op.9a (op. 14a Schott) (1880)
- Quattro Pezzi di seguito op. 13 (op. 18 Schott) (1872-82)
  1. Preludio in la bemolle minore
  2. Vecchio minuetto in re bemolle maggiore
  3. Nenia in mi bemolle minore
  4. Toccata in la bemolle maggiore
- 3 Notturni, op.15 (op. 20 Schott)
  1. in si maggiore
  2. in sol maggiore
  3. in do minore
- Suite in si minore, op. 16 (op. 21 Schott) 
  1. Preludio in si minore
  2. Valzer in si minore
  3. Aria in si minore
  4. Intermezzo in mi maggiore
  5. Studio melodico in si maggiore
- 6 Pezzi Lirici op.18 (op. 23 Schott)
  1. Ricordare in mi maggiore
  2. Alla fontana in re bemolle maggiore
  3. Vox populi in fa minore
  4. Do-do in fa maggiore
  5. Ländler in mi maggiore
  6. Giga in mi maggiore
- Benedizione nuziale in la bemolle maggiore per organo op. 23 (op.30 Schott)
- Benedizione nuziale in la bemolle maggiore, versione per pianoforte op. 23a (op.30a Schott)
- Serenata dalla sinfonia n.1, riduzione per pianoforte op.11b (op.16b Schott)
- Notturno in re bemolle maggiore, op.24 (op. 31 Schott) (1897)
- Notturno in mi maggiore, op.26 (op. 33 Schott) (1897)
- 12 Melodie poetiche, op. 29 (op. 36 Schott)
- Tre Pezzi, (op. 42 Schott) (1909)
  1. Preludio
  2. Berceuse rêverie
  3. Melodia campestre
- 2 Piccoli pezzi
- 10 Fantasie Alpestri op.38 (1879-80)
- 3 Improvvisi op.56 (1892)
- Allegretto con moto in si minore (1886)
- Boîte à Musique (Badinage) in re bemolle maggiore op.77
- Gondoletta op.60 (1894)
- Mélodia-Improvviso op.96
- Studio Trionfale op.81
- Mestizia in fa diesis minore op.97
- Musica per concorso di pianoforte, due studi
- Notturno in si maggiore op.35 (1878)
- Preludio e toccata (1863?)
- Preludio in sol maggiore op.16 (1863)
- Presentimento in la bemolle maggiore op.102
- Romanza in la maggiore op. 37 (1878)
- Romanza in fa maggiore op.11 (1861)
- Scherzo in mi maggiore op.106 (1867)
- Serenade valsée in la bemolle maggiore op.121
- Serenatina (1906)
- Trascrizione della Canzone lituana di Chopin op.74 n.16 in fa maggiore (1892)
- Trascrizione di un Minuetto di Beethoven dal trio per archi op.3, in Sol bemolle maggiore (1909)
- Variazione per un concerto di Remey
- Vals minuscole
- Vals melanconique
- Valzer brillante in mi maggiore
- Allegro vivace (frammento)
- Improvvisando (frammento)
- Rapsodia (frammento)
- Scherzo in re minore (frammento) (1867)
- Toccata
- Ballata (incompiuta)
- Gavotta Il faut aimer! Annette
- L'Emir De Bengador musica della principessa Lise Troubetzkoi, riduzione

#### Pianoforte a quattro mani
- Tre pezzi op.19 (1866)
- Marcia Inno o marcia trionfale, riduzione Op.22 (1870)
- Scherzo dal Quartetto Op. 17 (trascrizione di Engelbert Humperdinck)
- Concerto per pianoforte e orchestra in sol minore, riduzione per due pianoforti op. 10a (op.15a Schott)(1878-1880)
- Sinfonia No. 1 in re maggiore, riduzione op. 11a (op.16a Schott) (1880-1881)
- Die Ideale da Franz Liszt R 423 S106, arrangiamento (1879)

## Discografia
- AA. VV. : "Musiche per oboe e pianoforte tra Ottocento e Novecento", Tactus, 2016 Luciano Franca, oboe, Filippo Pantieri, pianoforte storico (contiene la Melodie de Gluck per pianoforte solo)
- The complete piano music (7 vol.) Francesco Caramiello, pianoforte (Tactus)
- Concerto per pianoforte e orchestra op. 15 Francesco Caramiello/Nürnberger Philharmoniker/Fabrizio Ventura (Tactus)
- Complete chamber music (2 vol.) Francesco Caramiello/Ex Novo Quartet (ASV)